# (31196) Yulong
(31196) Yulong est un astéroïde de la ceinture principale.

## Description
(31196) Yulong est un astéroïde de la ceinture principale. Il fut découvert le 24 décembre 1997 à la station de Xinglong par l'observatoire de Xinglong. Il présente une orbite caractérisée par un demi-grand axe de 2,62 UA, une excentricité de 0,15 et une inclinaison de 1,1° par rapport à l'écliptique.